# Otilioleptidae
Otilioleptidae es una familia monotípica de opiliones que pertenece a la superfamilia Gonyleptoidea. Contiene un solo género, Otilioleptes, y una sola especie, Otilioleptes marcelae.
Este opilión es un troglobio, a la fecha solo encontrado en el tubo de lava conocido como "Doña Otilia", en la región de Payunia, provincia de Mendoza, Argentina.
Fue descubierta por Marcela Peralta, investigadora de la Fundación Miguel Lillo y descripta y clasificada por Luis E. Acosta, investigador del Instituto de Diversidad y Ecología Animal (IDEA, CONICET-UNC).

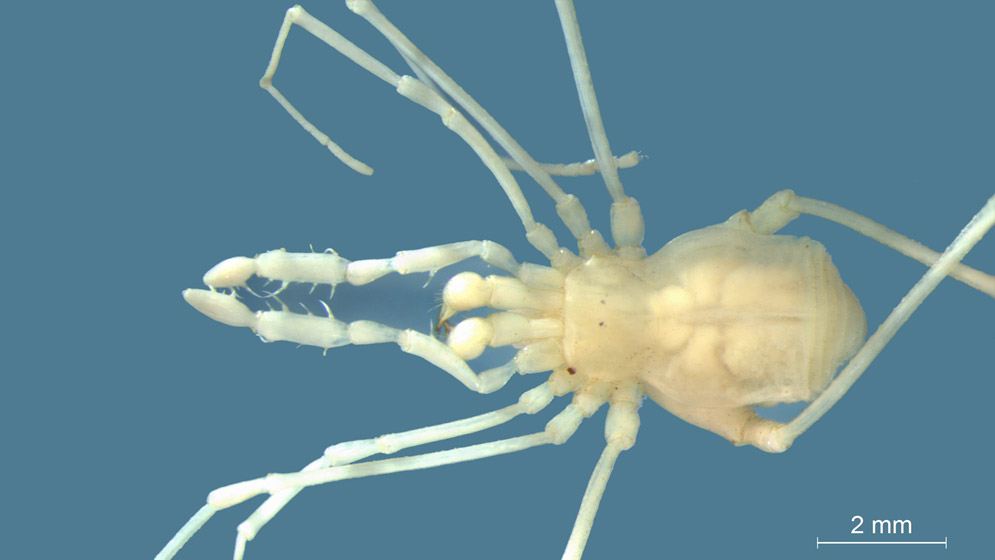
Espécimen macho de Otilioleptes marcelae.